# Obermailling
Obermailling ist ein Gemeindeteil der Gemeinde Bockhorn im Landkreis Erding in Oberbayern. 

## Lage
Das Gut liegt sieben Kilometer südöstlich von Bockhorn im tertiären Isar-Inn-Hügelland (Erdinger Holzland). Die Staatsstraße 2084 verläuft 700 Meter nördlich durch Untermailling.